# Campiglossa guttata
Campiglossa guttata este o specie de muște din genul Campiglossa, familia Tephritidae. A fost descrisă pentru prima dată de Christian Rudolph Wilhelm Wiedemann în anul 1830. Conform Catalogue of Life specia Campiglossa guttata nu are subspecii cunoscute.